# Anne Parsons
Anne Parsons, även känd som Anne Maynard, Nancy Parsons och Nancy Maynard, född 1735, död 1815, var en brittisk kurtisan. Hon var dotter till en skräddare i London och hade 1760 gjort sig känd som kurtisan i London. Hon var mätress till Augustus FitzRoy, 3:e hertig av Grafton, som var premiärminister 1768–1770. Deras öppna förhållande ställde till skandal, och hon levde öppet med honom och fungerade som hans värdinna. 